# Reba Bandyopadhyay
Reba Mithua Bandyopadhyay (nacida en 1972) es una astrónoma y analista de políticas científicas estadounidense. Se desempeña como como subdirectora ejecutiva del Consejo Presidencial de Asesores en Ciencia y Tecnología en la Oficina de Política de Ciencia y Tecnología de los Estados Unidos, y como analista de políticas legislativas y científicas para la Junta Nacional de Ciencias de la Fundación Nacional de Ciencias.

## Biografía
Se graduó en el Instituto de Tecnología de Massachusetts en 1993. Completó un doctorado en 1998 en la Universidad de Oxford en Inglaterra, con la disertación Infrared observations of X-ray binaries supervisada por Phil Charles. Después de una investigación postdoctoral en el Laboratorio de Investigación Naval, trabajó para el Observatorio Gemini de 2001 a 2004, en la oficina del observatorio en Oxford. Luego se convirtió en científica investigadora en la Universidad de Florida.
Se especializó en observaciones del Centro Galáctico y de sistemas estelares que contienen estrellas de neutrones y agujeros negros. También ha participado en estudios de (2060) Quirón, un objeto del Sistema Solar que combina las características de cometas y asteroides.
Entre 2014 y 2015 se desempeñó como asesora científica en el Senado de los Estados Unidos, asesorando a Brian Schatz como miembro del Congreso de la Sociedad Estadounidense de Física, y y de 2015 a 2017 trabajó para la Junta Nacional de Ciencias como miembro de la Rama Ejecutiva de Políticas de Ciencia y Tecnología de la Asociación Estadounidense para el Avance de la Ciencia, antes de asumir sus cargos actuales como directora ejecutiva adjunta del Consejo Presidencial de Asesores en Ciencia y Tecnología en la Oficina de Política de Ciencia y Tecnología de los Estados Unidos, y como analista de políticas legislativas y científicas para la Junta Nacional de Ciencias de la Fundación Nacional de Ciencias.
Fue elegida miembro de la Asociación Estadounidense para el Avance de la Ciencia (AAAS) en 2021, en la Sección de Astronomía de la AAAS. Fue elegida miembro de la Sociedad Estadounidense de Física (APS) en 2023, después de una nominación del Foro de Física y Sociedad de la APS, "por contribuciones sobresalientes a la nación a través de informar, elaborar y promover políticas científicas y tecnológicas innovadoras, inclusivas y basadas en datos".